# Guy Cornély
Pour les articles homonymes, voir Cornély.
Guy André Lazare Cornély, né le 2 septembre 1921 à Pointe-à-Pitre (Guadeloupe) et mort le 26 avril 2005 aux Abymes (Guadeloupe), est un érudit, un parasitologue français, et un poète.

## Biographie

### Carrière militaire
Le 6 juin 1944, lors du Débarquement de Normandie, Guy Cornély, avec cinquante autres soldats français, débarque en Normandie. Il faisait partie de l'équipage du Courbet , un bâtiment de la marine française. Sa mission était de saborder leur outil de navigation pour servir de barrage et alimenter l'offensive contre les Allemands.

### Le parasitologue
Guy Cornely est parasitologue à l'Institut Pasteur de Pointe-à-Pitre.
Dans les années 1950, il développe un traitement pour lutter contre la filariose lymphatique dans la région Pointoise en utilisant le guppy.
Il contribue à enrayer la Bilharziose en Guadeloupe.

## Postérité
Son nom a été donné à deux écoles élémentaires du quartier Raizet de la ville des Abymes.
Les Scouts et Guides de France ont créé un groupe Guy Cornély en son hommage.
Pendant une semaine à partir du 31 août 2007, un hommage est rendu à Guy Cornély organisé par le Conseil général de la Guadeloupe et Pointe-à-Pitre et une plaque commémorative est posée au lieu de naissance de Guy Cornély.